# Томак (растение)
Тома́к (тома́кко) — растение, получившееся после прививки томата на подвой табака. Выращено в 2003 году фермером Робом Бауром из Орегона, США. Называть томак гибридом некорректно, так как он получен не в результате скрещивания.

## История
Процесс получения такого растения был предложен в 1959 году в журнале Scientific American. Там предполагалось, что можно получить растение типа помидора с содержанием никотина. Позднее, в 1968 году, в книге-компиляции журнала эта статья также была перепечатана.
Ещё до его фактического создания растение было упомянуто в мультсериале «Симпсоны» (серия E-I-E-I-(Annoyed Grunt)). Фанат «Симпсонов», фермер из Орегона, Роб Баур (англ. Rob Baur) вдохновился идеей. Вооружившись статьёй из книги, в 2003 году он получил настоящий томак. Пробы действительно показали наличие никотина в листьях.
В 2004 году «томак» (англ. tomacco) был признан Американским диалектным обществом малоперспективным неологизмом.